# 骨螺總科
骨螺總科（學名：Muricoidea）是新腹足目海螺之下的一個捕食性腹足綱軟體動物的總科。
這個總科包括有骨螺屬、印度鉛螺等物種。

## 概述
本總科物種的殼無論在形狀及花巧度來說都有很大的差異。共同的就只有大家都有一個長圓形的殼口，連着一條很明顯的虹吸管道（其外殼一段用來保護虹管的延伸）。

## 分類

### 2005年分類
根據2005年《布歇特和洛克羅伊的腹足類分類》，本總科包括下列各個科：
1. 骨螺科 Muricidae
2. 鳳螺科 Babyloniidae
3. Costellariidae科
4. Cystiscidae科
5. 杨桃螺科 Harpidae：又名豎琴螺科[3]
6. Marginellidae科
7. 筆螺科 Mitridae[3]
8. Pholidotomidae科
9. Pleioptygmatidae科
10. Strepsiduridae科
11. 拳螺科 Turbinellidae
12. 渦螺科 Volutidae[3]
13. Volutomitridae科

### 2017年分類
2017年《布歇特等人的腹足類分類》依從較早前發表的一份研究文獻，將拳螺科及部分關係較密切的分類單元獨立出來成為鉛螺總科；骨螺總科結果只餘骨螺科一個科。

## 外部連結
- 維基物種上的相關：骨螺總科